# Poeler Kogge
Mit Poeler Kogge wird eine Missinterpretation eines Wrackfundes und ein Schiff in der Interpretation als mittelalterliche Kogge unter dem Namen Wissemara bezeichnet.

## Fund
Das Wrack eines aufgrund seines Fundortes als Poel 11 bezeichneten Schiffes wurde 1999 nordwestlich der Mole von Timmendorf auf der Insel Poel geborgen. Erste Untersuchungen des Wrackholzes ergaben zunächst, dass die Kiefern um das Jahr 1354 im Gebiet der Stadt Thorn gefällt worden seien, was auf Danziger Herkunft hindeutete. Daraus ergaben sich spekulative Deutungen des Fundes als Kogge. Spätere dendrochronologische Untersuchungen widerlegten diese Datierung, als vermutliches Baujahr wird nun die Zeit um 1773 genannt und die Herkunft nach Finnland verortet. Aufgrund des neuzeitlichen Baujahres, mehr als ein Jahrhundert nach dem Niedergang der Hanse und somit weitab von deren Blütezeit, ist es deutlich, dass es sich beim Poeler Wrack tatsächlich nicht um den Schiffstyp einer Hansekogge gehandelt hat. Der Schiffsfund Poel 11 wurde in Klinkerbauweise gebaut.
Anfangs galt der Fund des Poeler Wracks als archäologischer Beleg für den speziellen Typ einer „baltischen Kogge“. Diese regionale Form einer Kogge wäre besonders groß und flach, um somit bei geringerem Tiefgang besser auf flachen Bodden- oder Haffgewässern fahren zu können. Durch die neuen Erkenntnisse über das tatsächliche Baujahr lassen sich diese Einschätzungen nun nicht mehr aufrechterhalten. Es ist unklar, ob der Typ einer „baltischen Kogge“ jemals existierte.

## Nachbau
Im Wismarer Hafen liegt ein vom Wrackfund Poel 11 inspirierter Nachbau einer Hansekogge. Dieser Nachbau erfolgte in bewusster Anlehnung an Schiffsbaumethoden des 14. Jahrhunderts. Das Schiff wurde am 29. Mai 2004 per Stapelhub ins Wasser gesetzt und auf den Namen Wissemara getauft. Nach dem Setzen des Mastes, dem Bau des Achterkastells, der Montage eines Hilfsmotors sowie weiterer Arbeiten erfolgte am 9. August 2006 die Jungfernfahrt der Kogge zur Hanse Sail nach Rostock.
Der Nachbau dient während der Liegezeiten im Wismarer Hafen als touristischer Anziehungspunkt.

### Sachliteratur
- Thomas Förster: Große Handelsschiffe des Spätmittelalters. Untersuchungen an zwei Wrackfunden des 14. Jahrhunderts vor der Insel Hiddensee und der Insel Poel. Kuden 2008, ISBN 978-3-86633-012-2.
- Thomas Förster: Schiffe der Hanse. Rostock 2009, ISBN 978-3-356-01336-8.

### Belletristische Literatur
- Birgit Lohmeyer: Nur die Kogge war Zeuge. Hinstorff Verlag, Rostock 2015, ISBN 978-3-356-01872-1.